# Gagnebina pterocarpa
Gagnebina pterocarpa är en ärtväxtart som först beskrevs av Jean-Baptiste de Lamarck, och fick sitt nu gällande namn av Henri Ernest Baillon. Gagnebina pterocarpa ingår i släktet Gagnebina och familjen ärtväxter. Inga underarter finns listade i Catalogue of Life.

## Bildgalleri

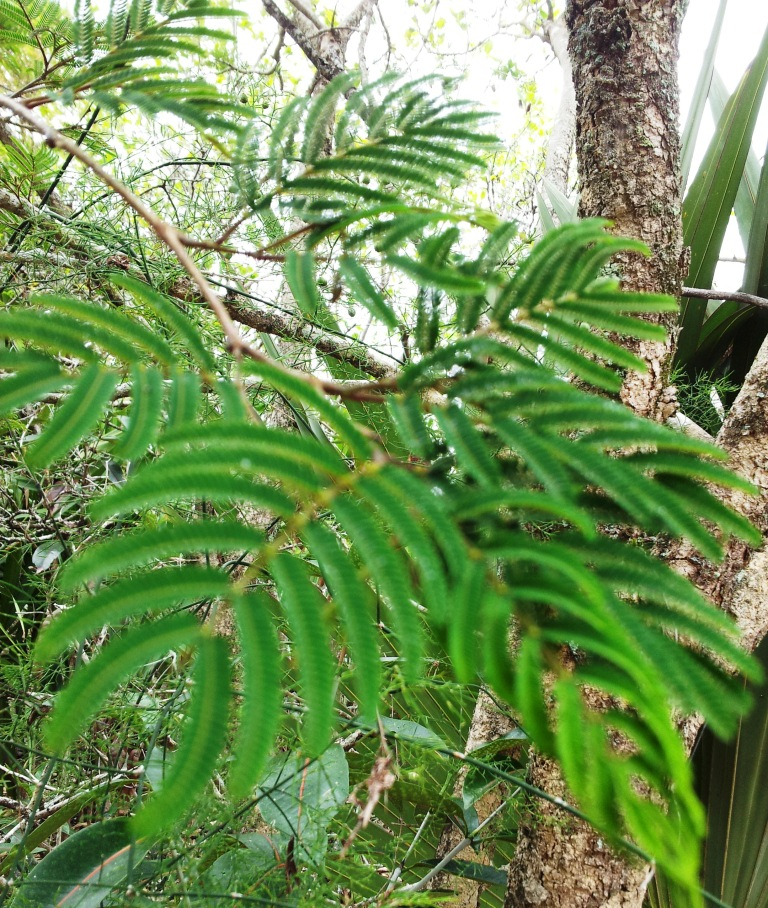